# Журовка (река)
Журовка (Жура́вка, укр. Журівка) — река на Украине, протекает в границах Ананьевского, Ширяевского и Николаевского районов Одесской области. Правый приток Тилигула (бассейн Чёрного моря).

## Описание
Длина 63 км, площадь водосборного бассейна — 709 км². Долина корытообразная, шириной 2,5 км, глубиной до 80 метров. Пойма шириной до 600 м. Уклон составляет 1 м/км. Русло умеренно извилистое, шириной 5 м (в низовьях), илистое, на отдельных участках расчищено; летом река пересыхает. Устроено несколько прудов. Используется на хозяйственные нужды и орошение.

## Расположение
Журовка берёт начало возле села Новосёловка. Течёт преимущественно на юго-восток. Впадает в Тилигул к юго-востоку от села Стрюково (в 64 км от устья).